# 翠屏山站 (中国铁路)
翠屏山站位于天津市蓟州区别山镇和州河湾镇交界，翠屏山林场南侧，是大秦铁路的一座火车站，等级为四等站，距大同站432公里，距秦皇岛站221公里，本站及相邻上下行区间均为电气化区段。大秦铁路为煤运铁路，全线不办理客运业务。